# The Kooks
The Kooks ist eine britische Indie-Rock-Band aus Brighton, England. Die Gruppe wurde 2004 gegründet und 2006 als bester britischer Act beim MTV Europe Music Award ausgezeichnet.

## Geschichte

### Entstehung der Band
Die vier Bandmitglieder lernten sich 2003 bei ihrem Studium am Brighton Institute of Modern Music kennen. 2004 begannen sie, gemeinsam Musik zu machen; dabei sollen über einhundert Ideen für Lieder entstanden sein. Bei einem Konzert anlässlich des Trimesterendes trat die Gruppe mit einer Coverversion von Reptilia von The Strokes auf. Sie nannten sich The Kooks (amerikanisches Englisch: „die Spinner“, „Verrückte“, „Exzentriker“), nach dem gleichnamigen Lied auf David Bowies 1971er-Album Hunky Dory. Anschließend begannen sie, auf Basis ihres gesammelten Materials eigene Musikstücke zu entwickeln.

### Entdeckung der Kooks
Nach knapp drei Monaten nahmen sie ein Demoband auf und erhielten in kurzer Zeit einen Vertrag mit dem Plattenlabel Virgin Records. Angesichts ihrer geringen Erfahrung warteten sie zunächst mit CD-Aufnahmen und konzentrierten sich auf live-Konzerte. Sie traten als Vorband von The Thrills und The Subways auf und tourten mit ihnen durch das Vereinigte Königreich.

### Karriere

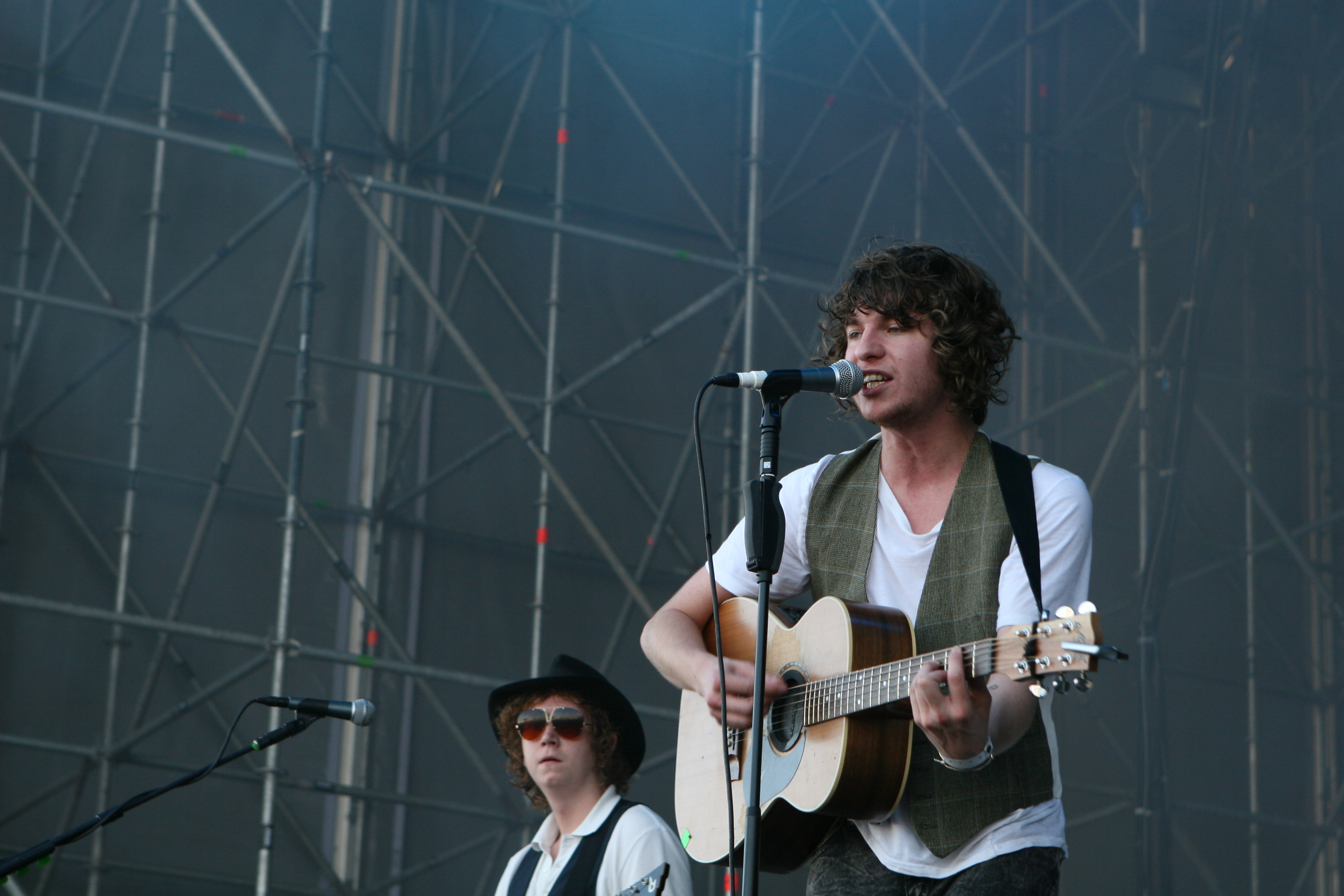
The Kooks in Barcelona (2008)

Erst im Juni 2005 fanden sich The Kooks in den Londoner Aufnahmestudios Konk ein. Dabei wurden sie von dem namhaften Produzenten Tony Hoffer unterstützt, der bereits mit Beck, Supergrass und Phoenix gearbeitet hatte. Das Debütalbum Inside In/Inside Out erreichte mit zwei Millionen Verkäufen 5-fach-Platin. Es wurden sechs Singleauskopplungen veröffentlicht, darunter: Eddie’s Gun, You Don’t Love Me und Naïve. Am 2. November 2006 wurden sie bei den MTV Europe Music Awards als bester Act aus Großbritannien ausgezeichnet und wurden bei den Brit Awards 2007 für die Auszeichnungen des British Breakthrough Act und der Best British Single nominiert, bekamen jedoch keinen Preis.
Am 11. April 2008 erschien ihr zweites Album Konk, benannt nach dem Studio von Ray Davies. Während der Arbeiten am zweiten Album trat der Bassist Max Rafferty aus der Band aus; er wurde vorerst durch Dan Logan von Cat The Dog, dann aber endgültig durch Peter Denton ersetzt. Am 1. März 2010 trat auch der Schlagzeuger Paul Garred aus gesundheitlichen Gründen aus; er wurde kurz darauf durch Chris Prendergast ersetzt, kehrte aber 2011 zurück.
Am 9. September 2011 erschien das dritte Studioalbum von The Kooks, Junk of the Heart.

## Stil
Ihr vielschichtiger Musikstil wird häufig mit Bands wie Supergrass und Blur verglichen. Er entlehnt vorwiegend Elemente aus Britpop, Reggae, Soul, Blues, Funk, aber auch Garage Rock.

## Konzerte
Nach ihrem Durchbruch in den britischen Charts konnte die Band als Vorgruppe der Rolling Stones bei deren Welttournee A Bigger Bang auftreten. 2006 spielten sie auf großen Festivals wie Hurricane / Southside und dem Haldern Pop sowie 2007, 2009 und 2011 bei den deutschen Festivals Rock im Park und Rock am Ring. Außerdem traten sie am 21. Juni 2008 bei „Rock-A-Field“, einem Musikfestival in Luxemburg, auf sowie bei den Hurricane/Southside-Festivals 2008, 2012 und 2014. Einen Auftritt im „Meridian“ in Houston (Texas) am 3. Oktober 2008 mussten sie wegen stimmlicher Probleme des Sängers kurzfristig absagen.
Auch bei den Konzerten der Rolling Stones im Rahmen der No Filter-Tour am 22. Juni 2018 im Berliner Olympiastadion und am 30. Juni 2018 in der Stuttgarter Mercedes-Benz-Arena waren die Kooks die Vorgruppe.

## Diskografie

### Studioalben
| Jahr | Titel                         | Höchstplatzierung, Gesamtwochen, AuszeichnungChartplatzierungen (Jahr, Titel, Platzierungen, Wochen, Auszeichnungen, Anmerkungen) | Höchstplatzierung, Gesamtwochen, AuszeichnungChartplatzierungen (Jahr, Titel, Platzierungen, Wochen, Auszeichnungen, Anmerkungen) | Höchstplatzierung, Gesamtwochen, AuszeichnungChartplatzierungen (Jahr, Titel, Platzierungen, Wochen, Auszeichnungen, Anmerkungen) | Höchstplatzierung, Gesamtwochen, AuszeichnungChartplatzierungen (Jahr, Titel, Platzierungen, Wochen, Auszeichnungen, Anmerkungen) | Höchstplatzierung, Gesamtwochen, AuszeichnungChartplatzierungen (Jahr, Titel, Platzierungen, Wochen, Auszeichnungen, Anmerkungen) | Anmerkungen                              |
| Jahr | Titel                         | DE | AT | CH | UK | US | Anmerkungen                              |
| ---- | ----------------------------- | --- | --- | --- | --- | --- | ---------------------------------------- |
| 2006 | Inside In/Inside Out          | DE66 Gold · (8 Wo.)DE | — | CH83 (1 Wo.)CH | UK2 ×5Fünffachplatin · (101 Wo.)UK                                                                                                | US165 (1 Wo.)US | Erstveröffentlichung: 12. Januar 2006    |
| 2008 | Konk                          | DE6 (19 Wo.)DE | AT6 (8 Wo.)AT | CH9 (11 Wo.)CH | UK1 Platin · (26 Wo.)UK | US41 (8 Wo.)US | Erstveröffentlichung: 11. April 2008     |
| 2011 | Junk of the Heart             | DE6 (4 Wo.)DE | AT9 (3 Wo.)AT | CH8 (6 Wo.)CH | UK10 (4 Wo.)UK | US68 (1 Wo.)US | Erstveröffentlichung: 12. September 2011 |
| 2014 | Listen                        | DE19 (2 Wo.)DE | AT23 (1 Wo.)AT | CH16 (2 Wo.)CH | UK16 (2 Wo.)UK | US85 (1 Wo.)US | Erstveröffentlichung: 8. September 2014  |
| 2018 | Let’s Go Sunshine             | DE41 (1 Wo.)DE | AT64 (1 Wo.)AT | CH38 (1 Wo.)CH | UK9 (2 Wo.)UK | — | Erstveröffentlichung: 31. August 2018    |
| 2022 | 10 Tracks to Echo in the Dark | DE22 (1 Wo.)DE | — | CH62 (1 Wo.)CH | UK32 (1 Wo.)UK | — | Erstveröffentlichung: 22. Juli 2022      |
| 2025 | Never-Know                    | — | — | — | UK5 (… Wo.)UK | — | Erstveröffentlichung: 9. Mai 2025        |

### Kompilationen
| Jahr | Titel               | Höchstplatzierung, Gesamtwochen, AuszeichnungChartplatzierungen (Jahr, Titel, Platzierungen, Wochen, Auszeichnungen, Anmerkungen) | Höchstplatzierung, Gesamtwochen, AuszeichnungChartplatzierungen (Jahr, Titel, Platzierungen, Wochen, Auszeichnungen, Anmerkungen) | Höchstplatzierung, Gesamtwochen, AuszeichnungChartplatzierungen (Jahr, Titel, Platzierungen, Wochen, Auszeichnungen, Anmerkungen) | Höchstplatzierung, Gesamtwochen, AuszeichnungChartplatzierungen (Jahr, Titel, Platzierungen, Wochen, Auszeichnungen, Anmerkungen) | Höchstplatzierung, Gesamtwochen, AuszeichnungChartplatzierungen (Jahr, Titel, Platzierungen, Wochen, Auszeichnungen, Anmerkungen) | Anmerkungen                        |
| Jahr | Titel               | DE | AT | CH | UK | US | Anmerkungen                        |
| ---- | ------------------- | --- | --- | --- | --- | --- | ---------------------------------- |
| 2017 | The Best of… So Far | — | — | — | UK18 Gold · (2 Wo.)UK | — | Erstveröffentlichung: 19. Mai 2017 |

### Singles
| Jahr | Titel Album                                   | Höchstplatzierung, Gesamtwochen, AuszeichnungChartplatzierungen (Jahr, Titel, Album, Platzierungen, Wochen, Auszeichnungen, Anmerkungen) | Höchstplatzierung, Gesamtwochen, AuszeichnungChartplatzierungen (Jahr, Titel, Album, Platzierungen, Wochen, Auszeichnungen, Anmerkungen) | Höchstplatzierung, Gesamtwochen, AuszeichnungChartplatzierungen (Jahr, Titel, Album, Platzierungen, Wochen, Auszeichnungen, Anmerkungen) | Höchstplatzierung, Gesamtwochen, AuszeichnungChartplatzierungen (Jahr, Titel, Album, Platzierungen, Wochen, Auszeichnungen, Anmerkungen) | Höchstplatzierung, Gesamtwochen, AuszeichnungChartplatzierungen (Jahr, Titel, Album, Platzierungen, Wochen, Auszeichnungen, Anmerkungen) | Anmerkungen                            |
| Jahr | Titel Album                                   | DE | AT | CH | UK | US | Anmerkungen                            |
| ---- | --------------------------------------------- | --- | --- | --- | --- | --- | -------------------------------------- |
| 2005 | Eddie’s Gun Inside In/Inside Out              | — | — | — | UK35 (2 Wo.)UK | — | Erstveröffentlichung: 11. Juli 2005    |
| 2005 | Sofa Song Inside In/Inside Out                | — | — | — | UK28 (3 Wo.)UK | — | Erstveröffentlichung: 17. Oktober 2005 |
| 2006 | You Don’t Love Me Inside In/Inside Out        | — | — | — | UK12 (9 Wo.)UK | — | Erstveröffentlichung: 9. Januar 2006   |
| 2006 | Naïve Inside In/Inside Out                    | DE— GoldDE | — | — | UK5 ×5Fünffachplatin · (56 Wo.)UK | — | Erstveröffentlichung: 27. März 2006    |
| 2006 | She Moves in Her Own Way Inside In/Inside Out | DE66 (9 Wo.)DE | — | — | UK7 ×4Vierfachplatin · (40 Wo.)UK | — | Erstveröffentlichung: 26. Juni 2006    |
| 2006 | Ooh La Inside In/Inside Out                   | — | — | — | UK20 Platin · (11 Wo.)UK | — | Erstveröffentlichung: 23. Oktober 2006 |
| 2008 | Always Where I Need to Be Konk                | DE55 (7 Wo.)DE | AT63 (9 Wo.)AT | CH53 (9 Wo.)CH | UK3 Silber · (13 Wo.)UK | — | Erstveröffentlichung: 31. März 2008    |
| 2008 | Shine On Konk                                 | — | — | CH86 (1 Wo.)CH | UK25 (9 Wo.)UK | — | Erstveröffentlichung: 7. Juli 2008     |
| 2008 | Sway Konk                                     | — | — | — | UK41 (4 Wo.)UK | — | Erstveröffentlichung: 13. Oktober 2008 |
| 2011 | Junk of the Heart (Happy) Junk of the Heart   | DE93 (1 Wo.)DE | — | — | UK— SilberUK | — | Erstveröffentlichung: 6. November 2011 |
| 2014 | Down Listen                                   | — | — | — | UK40 (2 Wo.)UK | — | Erstveröffentlichung: 20. April 2014   |
| 2014 | Around Town Listen                            | — | — | — | UK35 (1 Wo.)UK | — | Erstveröffentlichung: 15. Juni 2014    |

Weitere Singles
- 2006: Seaside (UK: Gold)
- 2011: Is It Me
- 2012: How’d You Like That
- 2012: Rosie
- 2014: Bad Habit (UK: Gold)
- 2014: Forgive & Forget
- 2014: See Me Now
- 2015: Creatures of Habit
- 2017: Be Who You Are
- 2017: Broken Vow
- 2018: All The Time
- 2019: So Good Looking
- 2022: Connection
- 2022: Beautiful World

## Auszeichnungen für Musikverkäufe
| Goldene Schallplatte - Australien - 2012: für das Album Konk - Belgien - 2007: für das Album Inside In/Inside Out - Irland - 2008: für das Album Konk - Italien - 2018: für die Single Naïve - Spanien - 2024: für die Single Naïve | Platin-Schallplatte - Australien - 2014: für das Album Inside In/Inside Out - Brasilien - 2024: für die Single Naïve - 2024: für die Single Bad Habit - Europa - 2006: für das Album Inside In/Inside Out 2× Platin-Schallplatte - Irland - 2006: für das Album Inside In/Inside Out - Neuseeland - 2024: für das Album Inside In/Inside Out - 2024: für die Single She Moves in Her Own Way 5× Platin-Schallplatte - Neuseeland - 2025: für die Single Naïve |

Anmerkung: Auszeichnungen in Ländern aus den Charttabellen bzw. Chartboxen sind in ebendiesen zu finden.
| Land/RegionAuszeichnungen für Musikverkäufe (Land/Region, Auszeichnungen, Verkäufe, Quellen) | Silber     | Gold     | Platin       | Verkäufe    | Quellen              |
| -------------------------------------------------------------------------------------------- | ---------- | -------- | ------------ | ----------- | -------------------- |
| Australien (ARIA)                                                                            | —          | Gold1    | Platin1      | 105.000     | aria.com.au          |
| Belgien (BRMA)                                                                               | —          | Gold1    | —            | 25.000      | ultratop.be          |
| Brasilien (PMB)                                                                              | —          | —        | 2× Platin2   | 120.000     | pro-musicabr.org.br  |
| Deutschland (BVMI)                                                                           | —          | 2× Gold2 | —            | 250.000     | musikindustrie.de    |
| Europa (IFPI)                                                                                | —          | —        | Platin1      | (1.000.000) | ifpi.org             |
| Irland (IRMA)                                                                                | —          | Gold1    | 2× Platin2   | 37.500      | irishcharts.ie       |
| Italien (FIMI)                                                                               | —          | Gold1    | —            | 25.000      | fimi.it              |
| Neuseeland (RMNZ)                                                                            | —          | —        | 9× Platin9   | 240.000     | radioscope.co.nz NZ2 |
| Spanien (Promusicae)                                                                         | —          | Gold1    | —            | 30.000      | elportaldemusica.es  |
| Vereinigtes Königreich (BPI)                                                                 | 3× Silber3 | 2× Gold2 | 16× Platin16 | 8.900.000   | bpi.co.uk            |
| Insgesamt                                                                                    | 3× Silber3 | 9× Gold9 | 31× Platin31 |             |                      |